# Likavka
Likavka (in ungherese Likavka) è un comune della Slovacchia facente parte del distretto di Ružomberok, nella regione di Žilina.